# Ian Caple
Ian Caple est un ingénieur du son, programmeur, mixeur et réalisateur artistique britannique. Il a contribué à l'enregistrement d'albums notables dans l'histoire de la musique rock, comme ceux qu'il a réalisés avec les Tindersticks, Tricky ou des musiciens français tels que Bashung.

## Histoire

### Formation et débuts
La carrière de Caple a commencé chez EMI Music en 1979. Après une formation aux studios Abbey Road, il devient ingénieur aux studios KPM d'EMI de Denmark Street à Londres. Il a travaillé avec Shriekback sur leurs premiers albums chez KPM, ainsi qu'avec Kate Bush, Simple Minds et Adam & The Ants .
En 1984, il commence une carrière d'ingénieur/réalisateur/programmeur indépendant. Au cours des années 1980, il a de nouveau travaillé avec Shriekback ainsi qu'avec de nombreux autres artistes indépendants, notamment les Pale Fountains, Jah Wobble, The Colourfield, Julian Cope, The Chameleons, The Wolfhounds, et East Village.
En 1989, il réalise l'album de The Mekons, The Mekons Rock 'n Roll qui figure dans les 100 meilleurs albums de Pitchfork des années 1980 et est classé numéro 272 dans les 300 meilleurs albums des 30 dernières années de Spin Magazine 

### Notoriété

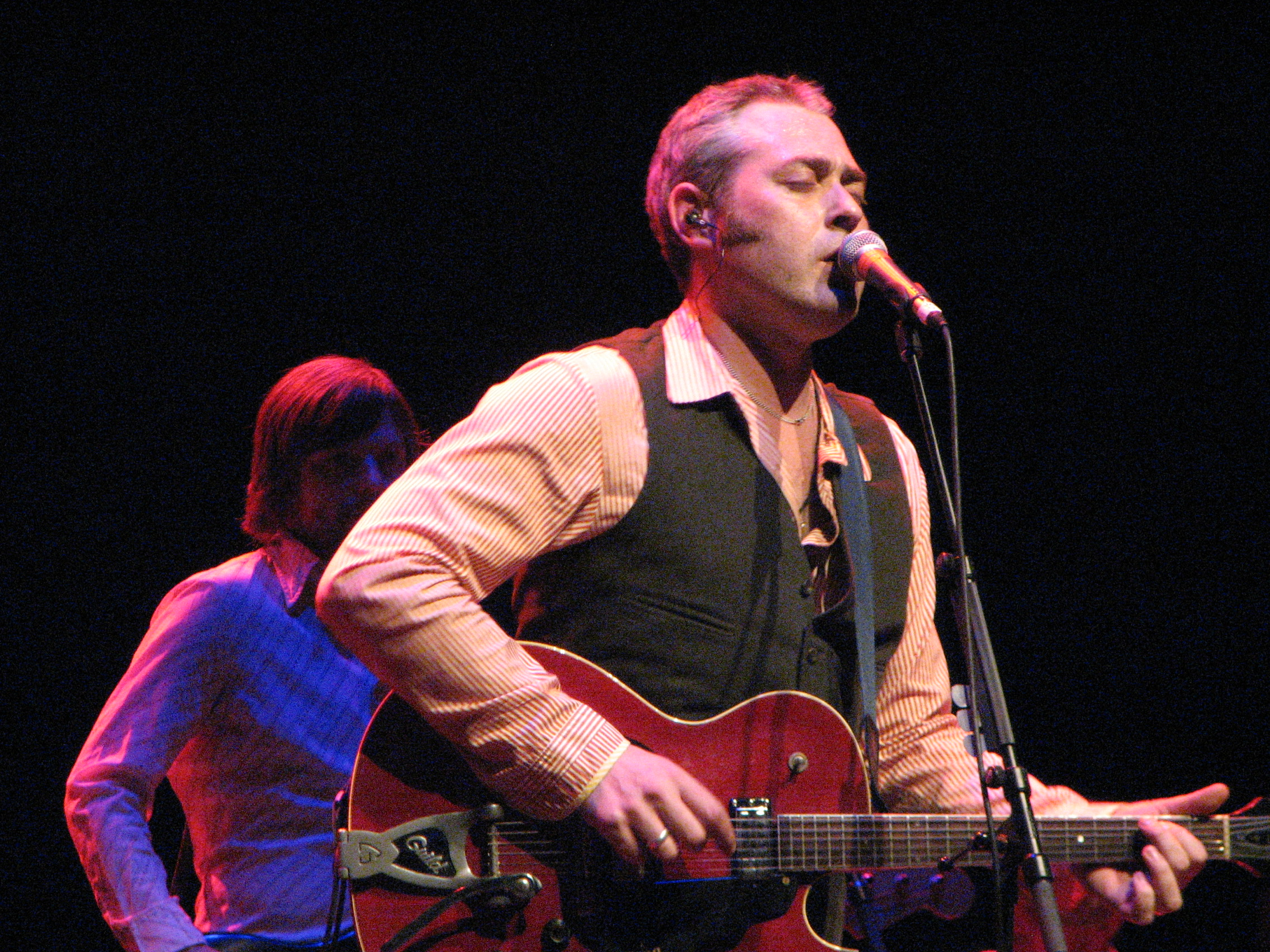
Tindersticks -Royal Festival Hall -3 mai 2008.

Au début des années 1990, il enregistre et coréalise le premier album des Tindersticks. L'album, Tindersticks, sort en 1993 et se voit élu « album de l'année » par le magazine Melody Maker. Il continue à travailler avec eux pendant les seize années suivantes, en enregistrant, en coréalisant ou en mixant 14 albums et bandes originales de films. Le deuxième album des Tindersticks, lui aussi intitulé Tindersticks, est enregistré au studio de Conny Plank à Cologne et aux studios Abbey Road ; il sort en 1995 et atteint le numéro 13 dans le UK Albums Chart.
En 1995, il remixe le single Black Steel pour Tricky, ce qui marque le début d'une collaboration au long cours avec ce dernier. Ian Caple mixe d'autres singles avec l'artiste, dont Hell is around the corner sur The Hell EP qui atteint le numéro 12 dans le classement des singles britanniques. Ils travaillent ensemble sur un remix de Where do we go from here de Yoko Ono pour son album Rising Mixes (1996). Il enregistre et mixe également l'album Nearly God dans lequel apparaissent les voix de Terry Hall des The Specials, Alison Moyet, Neneh Cherry, Björk et Martina Topley-Bird. Peu de temps après, il se rend en Jamaïque avec Tricky  pour enregistrer, programmer et mixer son album suivant, Pre-Millennium Tension, qui se vendra à 450 000 exemplaires dans le monde et figure dans la liste du magazine Q des « 50 albums les plus lourds de tous les temps ».
En 1996, il enregistre et co-produit le premier album Attack of the Grey Lantern de Mansun qui passe 19 semaines dans le classement des albums au Royaume-Uni et y atteint le numéro un en février 1997. Vendu à plus de 100 000 exemplaires, il obtient un disque d'or. Il est classé numéro 12 par Melody Maker pour les « 50 meilleurs albums de l'année 1997 ». Deux singles issus de l'album, Vicaire Stripper et Wide Open Space entrent au top 40 des singles au Royaume-Uni.

### Productions françaises

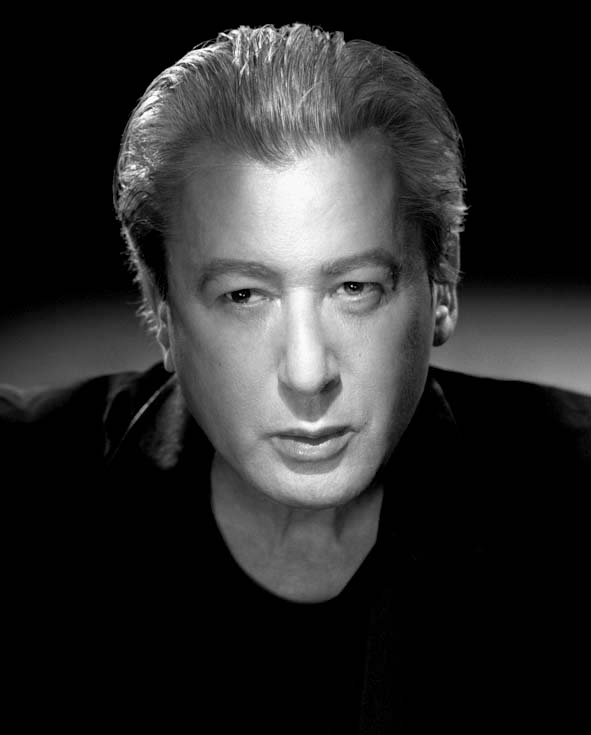
Alain Baschung

En 1997, Ian Caple est chargé par Jean-Louis Aubert de mixer la chanson Le jour se lève encore pour son album Stockholm. La même année, réalise Fantaisie militaire pour Alain Bashung en France. L'album sort en 1998 puis devient numéro un du classement des albums français, passant 60 semaines dans le « Top Albums France ». Le disque obtient, par la suite, obtenu la certification Platine. Il remporte le prix du « Meilleur album de l'année » aux Victoires de la 1999 musique puis, en 2005, il reçoit le prix du « Meilleur album des 20 dernières années » toujours aux Victoires. En 2010, le magazine  Rolling Stone l'élu numéro 9 des « 100 meilleurs albums de rock français de tous les temps ».
En 1999 et 2000, Ian Caple réalise et mixe l'album Bulle(s) pour le groupe français Loeil. Également en 2000, il mixe l'album Gratte Poil des Têtes raides qui passe 60 semaines dans les classements français, atteignant le numéro 23- et obtenant le statut de disque d'or.
En 2001, il mixé l'album L'Absente pour le compositeur français Yann Tiersen qui passe 41 semaines dans les charts français, atteignant la 8e position. Il se vend à plus de 100 000 exemplaires en France et à 250 000 exemplaires dans le monde.
En 2009, il réalise, pour Cocoon, l'album Where the Oceans End de 2010. Le disque passe 49 semaines dans les charts d'albums français, culminant au numéro 6 durant une semaine ; il est vendu à plus de 100 000 exemplaires, devenant disque de platine.
Ian Caple commence à travailler pour Jacques Higelin en 2006. Il mixe alors pour lui l'album Amor Doloroso. En 2010, il travaille sur son album suivant, Coup de Foudre, qui passe 48 semaines dans les classements français et culmine au numéro 2. Le disque se vend à plus de 50 000 exemplaires et devient Disque d'or. Toujours en 2010, il enregistre et mixe l'album live de Higelin, Paris/Zénith 18-10-2010. En 2016 il mixe le dernier album de l'artiste, Higelin 75, qui passe 12 semaines dans les classements français et atteint au plus haut la 6e position.
En 2012, Ian Caple mixe l'album Le dernier présent, pour Alexis HK. Le disque atteint le numéro 22 dans le classement des albums français.
En 2013, il enregistre et coréalise l'album Mue d'Émilie Simon. Le disque sort l'année suivante et atteint le numéro 16 dans le classement des albums français.

### Découvertes et retrouvailles
En 2009, Caple réalisa le premier album, Until the Earth Begins to Part, du groupe indépendant écossais Broken Records.
En 2000, il a réalisé le premier album du groupe de rock irlandais JJ72 qui a atteint le numéro 16 dans le classement des albums britanniques et a passé 35 semaines dans le classement des albums irlandais, culminant au numéro 7 . le disque s'est vendu à plus de 500 000 exemplaires dans le monde  et a été disque d'or au Royaume-Uni.
En 2008, il a mixé le premier album de l'auteure-compositrice-interprète grecque Monika Christodoulou (Monika), il s'est vendu à plus de 30 000 exemplaires en Grèce, atteignant le statut de disque de Platine.

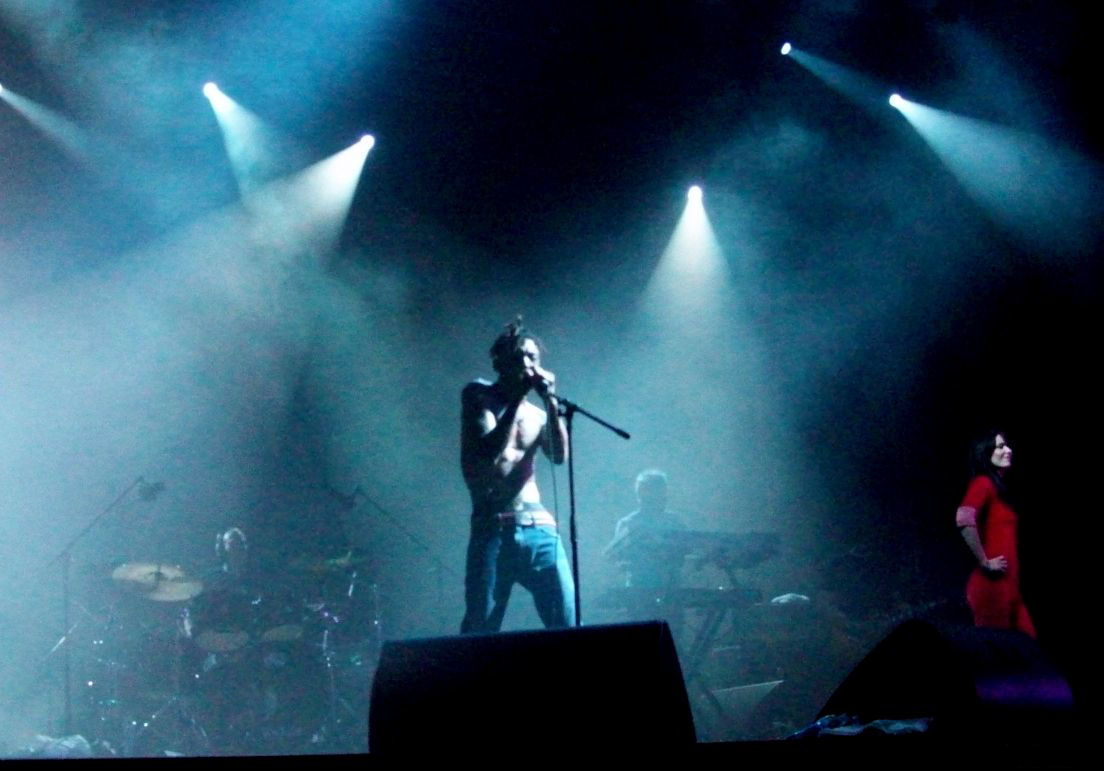
Tricky au Traffic festival de Turin en 2008

Caple retrouve Tricky en 2012 pour le mix de son 9e album studio False Idols  qui a atteint le numéro 15 dans le classement des albums Indépendants au Royaume-Uni  et le numéro 5 aux États-Unis dans la catégorie Dance/électronique. Caple mixera encore l'album de 2020 de Tricky, Fall to Pieces, qui a atteint le numéro 3 dans les charts indépendants britanniques.
En 2014, il a enregistré et mixé le premier album du chanteur/compositeur danois Broken Twin  qui a atteint le numéro 8 dans les charts des albums danois .
En 2015, il a réalisé le premier album Too Many Gods pour le groupe de rock anglais Cats in Space , le succès de l'album l'a conduit à produire le deuxième Scarecrow en 2017 , puis le dernier album du groupe, Atlantis en 2020.
En 2018, il réalise l'album Ceux Qui Dorment Dans La Poussière avec l'artiste et compositeur français David Assaraf. Il a été enregistré à Paris au Motorbass Studio, Matthieu Chedid y apparaît au chant et à la guitare.
En 2021, il mixe l'EP Pure Heart et l'album Forever I Wait pour Martina Topley-Bird qui contient des collaborations avec Robert Del Naja de Massive Attack .

## Discographie sélective
- Mansun – Attack of the Grey Lantern et les singles "Taxloss" and "Wide Open Space"
- JJ72 – JJ72
- Tricky – Pre-Millennium Tension, Nearly God, False Idols, Fall to Pieces et les singles "Black Steel", "Makes Me Wanna Die", "Christiansands", "Tricky Kid", "Pumpkin", "Hell is Round the Corner" ( The Hell EP), "poems", "nothings changed".
- Starving Souls (Tricky ) - I be The Prophet
- Martina Topley-Bird - Pure Heart EP & Forever I Wait album
- Tindersticks – 14 albums et 25 singles 1992–2008
- Tindersticks - Bandes originales des films de Claire Denis 1996-2009
- Broken Records – Until the Earth Begins to Part
- The Chameleons - What Does Anything Mean? Basically
- Pale Fountains – From Across the Kitchen Table (ingénieur du son)
- Screaming Blue Messiahs - Bikini Red (ingénieur du son)
- The Damned - Not of This Earth (ingénieur du son)
- Compulsion - Comforter
- Shriekback – Care, Tench, Jam Science, The Infinite, Sacred City, Oil & Gold, Having a Moment, Without Real String or Fish, New Album (2017)  et les singles "My Spine is the Bass Line", "Lined Up"
- The Mekons – Honky Tonkin', Curse of the Mekons, The Mekons Rock 'n Roll, Fun '90, Natural, Heaven & Hell, Ancient & Modern
- Suede – Sci Fi Lullabies
- The Boo Radleys - Kingsize
- Spiritualized - "Anyway That You Want Me Remix"
- Faithless - "Don't Leave Remix"
- Simple Minds - "Seeing Out The Angel Remix"
- Monika Christodoulou - Avatar
- Our Broken Garden – When your blackening shows and The Golden Sea[41]
- The Creatures – Turn It On and Prettiest Thing
- David Bridie  – Hotel Radio, Act of Free Choice and The Wisdom Line (2018)
- Stina Nordenstam - People Are Strange
- Broken Twin – May
- Cats In Space - Too Many Gods, Scarecrow, Day Trip to Narnia, Atlantis

Albums français :
- Alain Bashung – Fantaisie militaire
- Cocoon – Where the oceans end
- Yann Tiersen – L'Absente
- Tetes Raides – Gratte Poil
- Thomas Fersen - Triplex
- Autour De Lucie – Faux mouvement
- Les séances Fitzcarraldo - Nous entendons des voix
- Émilie Simon – Mue
- Jeanne Balibar - Amoureuse
- Kat Onoma – Kat Onoma
- Jacques Higelin – Amor Doloroso, Coup de Foudre, Paris/Zenith 18-10-2010 et Higelin 75
- Bikini Machine - Daily cookin' with Bikini Machine
- A Singer Must Die - Venus Parade and More Songs Beyond Love [4]
- Santa Cruz - Now & Here
- Loeil – Bulle(s)
- David Assaraf - Ceux Qui Dorment Dans La Poussière
- Thomas Monica - Le paradoxe de l'Utah